# Flor de Patria (paroisse civile)
Flor de Patria est l'une des quatre paroisses civiles de la municipalité de Pampán dans l'État de Trujillo au Venezuela. Sa capitale est Flor de Patria.